# Enyo phegeus
Enyo phegeus är en fjärilsart som beskrevs av Jacob Hübner 1822. Enyo phegeus ingår i släktet Enyo och familjen svärmare. Inga underarter finns listade i Catalogue of Life.